# Bussus-lès-Yaucourt
Bussus-lès-Yaucourt község Franciaország Hauts-de-France régiójában, Somme megyében. Új községként 2025. január 1-jén jött létre Bussus-Bussuel és Yaucourt-Bussus korábbi községek egyesítésével. Lakosainak száma 553 fő (2022. január 1.).

## Népesség
| 2021 | 549 |
| 2022 | 553 |